# 10676 Jamesmcdanell
10676 Jamesmcdanell eller 1979 MD2 är en asteroid i huvudbältet som upptäcktes den 25 juni 1979 av de båda amerikanska astronomerna Eleanor F. Helin och Schelte J. Bus vid Siding Spring-observatoriet. Den är uppkallad efter James P. McDanell.